# 戰士授田憑據

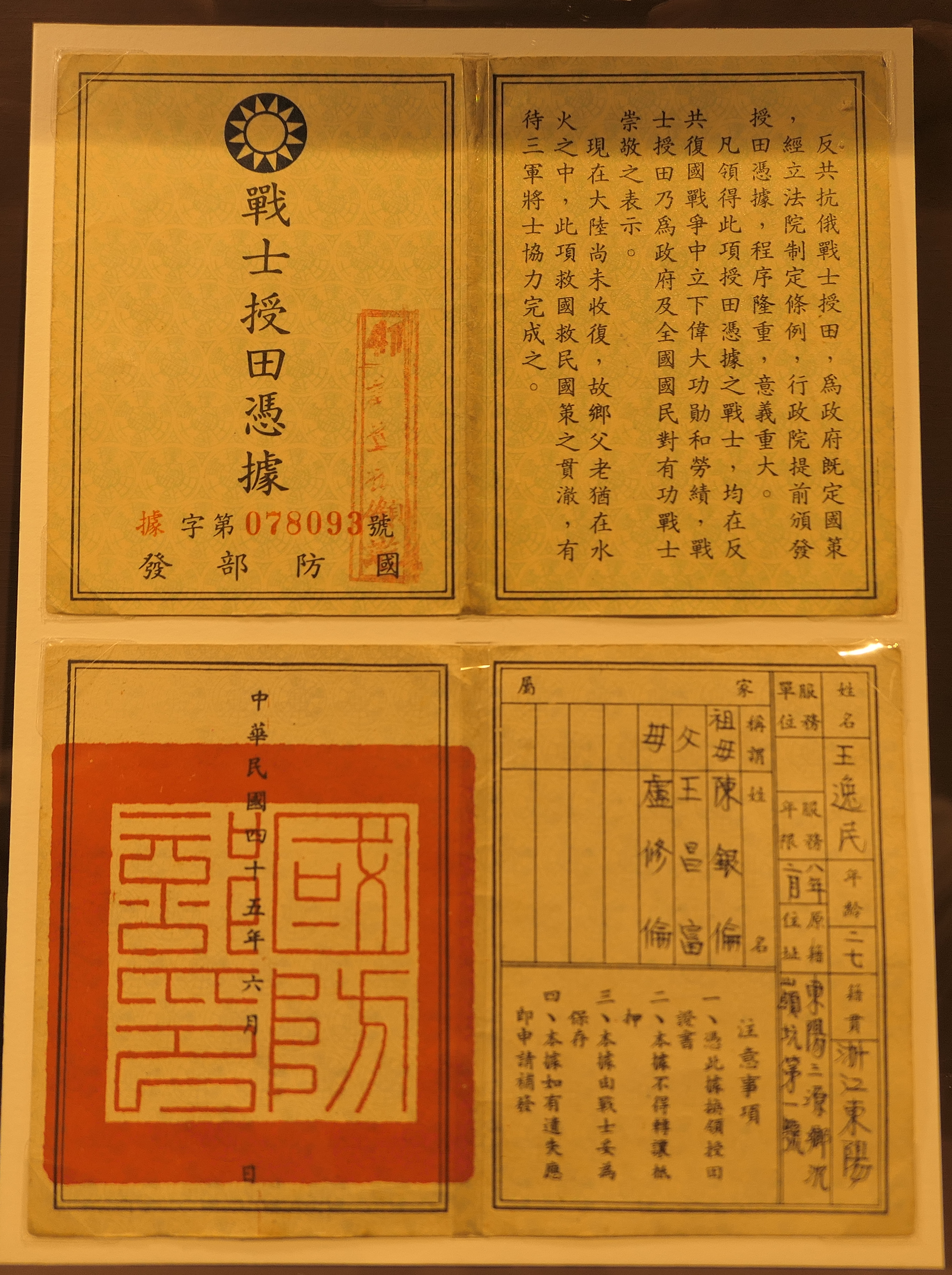
戰士授田憑據

戰士授田憑據或稱戰士授田證，是依據中華民國政府於1951年10月18日制訂的《反共抗俄戰士授田條例》，先發給服役滿兩年以上戰士或者遺眷戰士授田憑據，待光復大陸再配發土地授田。然而因為時局變遷，立法院修法改為發配補償金，於1991年1月3日起發放。此條例於2019年4月26日經立法院三讀廢止。

## 源起
中華民國中央政府來台灣後，為延緩開出的「五年反攻成功」政治支票兌現壓力，於1951年10月18日制訂「反共抗俄戰士授田條例」，規定服役滿兩年以上戰士或遺眷，未來待光復大陸後，授予年產淨造稻穀二千市斤面積之田地，行政院復在1954年5月19日10頒訂「反共抗俄戰士授田條例施行細則」，然為穩定軍心，再於1956年7月10日公布「反共抗俄戰士授田憑據頒發辦法」，先行頒發「戰士授田憑據」，並在當天開始實施發放，希望透過前後總計70萬張的憑據，能對三軍還有敵後游擊隊士氣產生「穩定」作用。

## 在台授田
有些追隨政府來台的老兵，因為退除役或轉業等緣故，希望「授田條例」不要僅係領取憑據而已，在完成反攻大業之前也能取得「回饋」，於是政府在1956年10月1日宣布提早實施，首先以「一江山陣亡戰士遺族」列為首批發放憑據對象，這些壯烈犧牲的家屬，依條例可增加兩成「收復地區縣市政府授予之田地種類、座落、面積」之稻穀收獲量。對於不想在「光復大陸」再分地的榮民，行政院國軍退除役官兵輔導委員會也於1957年開始在宜蘭大同農場進行首次授田，其後包括花蓮壽豐、臺東池上、屏東隘寮、嘉義、彰化、臺東鹿野、屏東竹田、高雄、桃園、苗栗等農場皆陸續戰士授田供榮民開墾，希望不願追隨政府打回大陸的榮民弟兄也能把台灣當成「落葉歸根」之所。

## 改給補償
1986年以前退除役官兵為主，見反攻大陸無望，要求政府補償，大批榮民要求政府解決授田證問題，隔年抗爭愈演愈烈。1990年立法院通過「戰士授田憑據處理條例」，時任中華民國總統李登輝於1990年4月23日公布，而行政院迄2006年也多次修訂「戰士授田憑據處理條例」做為發放依據。補償金於1990年1月3日起發放，依級數每等級加發五萬津貼，退伍官兵可領取五萬到五十萬之補償金，來收回授田憑據。中華民國國防部對戰士授田憑據補償金總預算為880億，發放到2002年金額七百五十二億元，後將未支出之預算歸繳國庫，爾後因應每年領取人數漸少，金額不高，改以年度預算編應，目前每年仍有十到二十人申請領。

## 補償爭議
台灣團結聯盟立法院黨團於2013年1月28日召開記者會指出，依照「戰士授田憑據處理條例」第二條，人員未於1997年12月31日前申請登記者，其戰士授田憑據作廢，「其在申請登記前死亡者，由戰士之家屬申請登記」，但國防部卻一併將具有戰士授田資格者，全數登記申請，明顯違法，此違法代為申請動作，應為「無效行為」。在「戰士授田憑據處理條例」裡，並無規定主管機關可代為登記申請，行政院逕自透過施行細則，再授權於國防部視海峡兩岸人民關係狀況，另定中國大陸親屬請領辦法，「施行細則」顯然違反母法「戰士授田憑據處理條例」，全為大陸居民方便請領補償金，所開之違法「方便之門」，以「包裹式」全部違法代為申請，共74萬5,658人，截至目前已有63萬4,101人完成領取，尚餘11萬1,557人未領取，全為在台亡故者，全部待由大陸親屬來台申領，每人可領取一個基數5萬元，戰士授田證須準備55億預算供大陸「無限期領取」。台聯黨團要求，戰士授田憑據補償金應暫停核發，否則將凍結國防部「專案撫慰金」之預算。。
國防部回應，依據請領規定，申請者須於五年內領取，是指申請者從收到國防部通知開始起算，國防部依法已於八十六年底停止申請登記。目前已有百分之八十五的申請者完成領取，但還有約百分之十五申請者，因中國大陸幅員廣大聯絡不易、或搬家，加上部分單身亡故的官兵家屬聯絡不易，尚未完成領取，無法取消其領取資格。然此舉後遭監察院糾正。